# Immeuble au 68, rue de la Première-Armée à Thann
L'immeuble au 68, rue de la Première-Armée est un monument historique situé à Thann, dans le département français du Haut-Rhin.

## Localisation
Ce bâtiment est situé au 68, rue de la Première-Armée à Thann.

## Historique
L'édifice fait l'objet d'un classement au titre des monuments historiques depuis 1921.